# 奧蘇加河 (特維爾察河支流)
奧蘇加河是俄羅斯西北部的河流，位於特維爾州，屬於伏爾加河流域的一部分，發源自瓦爾代高地，河道全長167公里，流域面積241平方公里，最終注入特維爾察河。